# St. Johannes der Täufer (Magstadt)

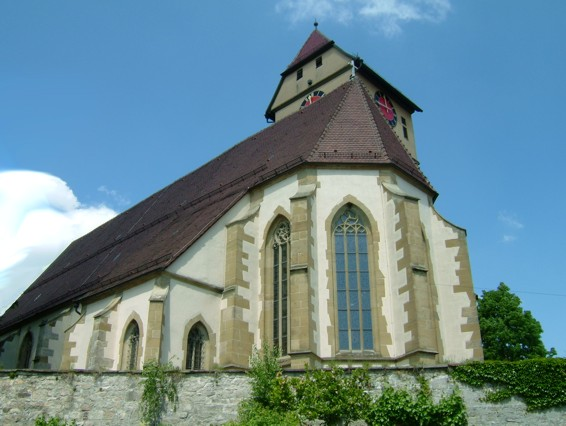
St. Johannes der Täufer in Magstadt

Die evangelische Pfarrkirche St. Johannes der Täufer steht in Magstadt, einer Gemeinde im Landkreis Böblingen in Baden-Württemberg. Das Bauwerk ist beim Landesamt für Denkmalpflege Baden-Württemberg als Baudenkmal eingetragen. Die Kirchengemeinde gehört zum Kirchenbezirk Böblingen der Evangelischen Landeskirche in Württemberg.

## Beschreibung
Die 1511 erbaute spätgotische Saalkirche besteht aus einem Langhaus, einem eingezogenen, dreiseitig geschlossenen Chor im Osten, die beide von Strebepfeilern gestützt werden, zwischen denen sich Maßwerkfenster befinden, und einem Chorflankenturm an dessen Nordwand, der von der ursprünglichen Wehrkirche im Kern erhalten blieb. Die vier unteren Geschosse des Chorflankenturms wurden mit einem Glockengeschoss aus Holzfachwerk aufgestockt, das die Turmuhr und den Glockenstuhl mit drei Kirchenglocken beherbergt, und mit einem Krüppelwalmdach bedeckt. 
Der Innenraum des Langhauses ist mit einer Flachdecke überspannt, der des Chors und der Sakristei an der Südwand des Chors mit Kreuzrippengewölben. Die Orgel wurde 2018 von der Orgelbau Lenter errichtet.